# Нвакали, Чидибере
Чидибере Чиджок Нвакали (англ. Chidiebere Chijioke Nwakali; родился 26 декабря 1996 года) — нигерийский футболист, защитник саудовского «Тавика». Чемпион мира в возрастной категории до 17 лет.

## Клубная карьера
Чидибере является воспитанником нигерийской футбольной школы «Шаттл Спортс Академи».

## Карьера в сборной
В 2013 году молодой игрок принял участие на юношеском чемпионате мира по футболу. На турнире он провёл все матчи, а его сборная добилась звания чемпиона мира. На турнире молодой защитник забил два гола во время группового этапа, в ворота сверстников из Мексики и Ирака.

## Достижения
- Чемпион мира (до 17): 2013